# 甯本瑜
甯本瑜（？—？），安徽省徽州府休寧縣人，清朝政治人物、進士出身。

## 生平
光緒九年（1883年），甯本瑜参加癸未科殿試，登進士二甲19名。同年五月，改翰林院庶吉士。光緒十二年四月，散館，著以知县即用。